# 夢が夢なら
「夢が夢なら」（ゆめがゆめなら）は、小沢健二の14枚目のシングル。1996年11月29日に東芝EMIから発売された。

## 解説
1曲とそのインストのみのシングル。ジャケットは、円形が浮き出しになった真っ白なジャケットにタイトルとアーティスト名のみというもの。これは平野敬子によるデザイン。

## 収録曲
1. 夢が夢なら
もともとあった「ダイヤモンド組曲」という曲をリメイクした楽曲。PVでは小沢が京都の名所を歩き回っているものとなっている。
2. 夢が夢なら (inst.)

（全曲とも作詞・作曲・編曲：小沢健二 / ホーン編曲：GAMOU・NARGO・北原雅彦 / ストリングス編曲：服部隆之）

## 参加ミュージシャン・スタッフ
| 参加ミュージシャン - MUSIC,LYRICS & SOUND COMPOSITION: KENJI OZAWA - PIANO: TAKESHI SHIBUYA - BASS: TAMIO KAWABATA - DRUMS: TATSUYUKI AOKI - E.GUITAR: AKIHIRO ISHIWATARI - E.GUITAR: KENJI OZAWA - ORGAN: YASUHARU NAKANISHI - VIBRAPHONE: MIDORI TAKADA - TAMBOURINE: MAKOTO"KIMUCHI"KIMURA - TRUMPET: NARGO* - TROMBONE: MASAHIKO KITAHARA* - TENOR SAX: GAMOU* - HORN ARRANGEMENT: KENJI OZAWA,NARGO,MASAHIKO KITAHARA & GAMOU - STRINGS ARRANGEMENT: TAKAYUKI HATTORI - LEAD & BACKGROUND VOCALS: KENJI OZAWA - *TOKYO SKA PARADISE ORCHESTRA COURTESY OF Epic / Sony Records | スタッフ - RECORDING AND MIXING ENGINEER: HIROYUKI HAMANO - ART DIRECTION & DESIGN: KEIKO HIRANO |

## テレビ出演
- 夢が夢なら
  - 1996年12月6日 テレビ朝日「ミュージックステーション」